# Sujebi
El sujebi (Corea del Sur) o ttŭdŏguk (Corea del Norte) es una sopa tradicional coreana consistente en copos de masa cortados gruesamente a mano, con diversa verdura. El sabor y receta se parecen a los del kalguksu, excepto porque éste se hace con fideos más que con copos de trigo. Se suele considerar un plato para consumir los días lluviosos, junto con el bindaetteok.  
El caldo para el sujebi suele hacerse con anchoas secas, marisco y algas. Para obtener un sabor rico a umami los ingredientes deben cocerse a fuego lento durante muchas horas. A este caldo se añaden fideos tiernos y diversa verdura o kimchi, especialmente calabacín y patata.

## Origen
Los coreanos empezaron a comer sujebi y guksu (국수, ‘fideos’), ambos platos hechos con harina de trigo, desde principios del periodo Goryeo (935~1392), pero la etimología de sujebi, sujeop-eo, procede de mediados del periodo Joseon. Sujeop-eo es una palabra hanja combinada compuesta por los términos su (hanja: 手; hangul: 수; literalmente ‘mano’) y  jeop (hanja: 摺; hangul: 접어 o 접다; literalmente ‘doblado’ o ‘doblando’).
Desde el periodo Joseon, la gente empezó a hacer varios tipos de sujeobi según las distintas finalidades. El sujebi se considera actualmente una comida típica de la clase obrera, pero en el pasado era relativamente rara y se usaba en ocasiones especiales, particularmente en janchi (잔치; ‘festín’, ‘banquete’) como el dol janchi (celebración del primer cumpleaños de un niño).
En Corea del Norte, el sujebi se llama milgaru ddeudeo guk (밀가루뜨더국), término que comprende tres palabras: milgaru (밀가루; literalmente ‘harina de trigo’), ddeudeo (뜯어; literalmente ‘cortado’ o ‘cortando’) y guk (국; ; literalmente ‘sopa’). 
El nombre del sujebi cambia según la región de Corea:
| Región o ciudades  | Nombre                             | Nombre coreano              |
| ------------------ | ---------------------------------- | --------------------------- |
| Corea del Norte    | milgaru ddeudeo guk                | 밀가루뜨더국                |
| Gyeonggi y Gangwon | ddeudegi o ddedeokguk              | 뜨데기 o 뜨덕국             |
| Jeollanam          | ddeoneonjuk o ddiyeonjuk           | 떠넌죽 o 띠연죽             |
| Gyeongsangnam      | sujibi, miljebi o milkkarijang guk | 수지비, 밀제비 o 밀까리장국 |
| Yeocheon y Bongwha | dabureong juk o beongeuraegi       | 다부렁죽 o 벙으래기         |